# هانس ديتر أيجنر
هانس ديتر أيجنر (بالألمانية: Hans Dieter Aigner)‏ (و. 1958  م) هو شاعر، ومؤلف، وكاتب نمساوي، ولد في لينتس.